# Dzeržinskij rajon (Oblast' di Nižnij Novgorod)
Il Dzeržinskij rajon (in russo Дзержинский район?) è ora un'unità amministrativo-territoriale ed entità municipale con lo status di circondario urbano della città di Dzeržinsk, nell'Oblast' di Nižnij Novgorod, nella Russia europea; il centro amministrativo è Dzeržinsk.